# Jaime, Duque de Madrid
Jaime de Bourbon e Bourbon-Parma (Vevey, 27 de junho de 1870 – Paris, 2 de outubro de 1931), também conhecido como Jaime, Duque de Madrid, foi infante de Espanha, pretendente carlista ao trono espanhol (como Jaime III) e pretendente legitimista ao trono francês (como Jaime I).

## Biografia
Jaime era filho de Carlos Maria de Bourbon e Áustria-Este, duque de Madrid e Margarida de Bourbon-Parma, filha de Carlos III de Parma. Aos vinte e seis anos de idade, ele prestou serviço ao Exército Imperial Russo. Ele testemunhou as ações contra o Levante dos Boxers e a Guerra Russo-Japonesa, mas deixou de servir ao exército russo após a morte de seu pai em 1909.
Como pretendente carlista auto intitulou-se como Duque de Madrid e Duque de Anjou. Durante a Primeira Guerra Mundial, ele foi exilado na Áustria e não teve contato com os carlistas na Espanha. Após sua libertação, sua condenação francesa colidiu com as simpatias alemãs dos líderes carlistas espanhóis. A facção pró-alemã foi, no entanto, expulsa do partido.
Jaime conheceu o rei Afonso XIII, na altura exilado com sua família em Paris, em 1931. Os dois rivais teriam feito tentativas de reconciliação: Afonso teria reconhecido Jaime como chefe da Casa de Bourbon e este sem filhos teria reconhecido que Afonso se tornaria depois de sua morte chefe do ramo carlista. Jaime morreu naquele mesmo ano, antes de uma reconciliação formal ter ocorrido. Ele foi sucedido como pretendente por Afonso Carlos, o irmão de seu pai.